# IC 1727
IC 1727 — галактика типу SBm () у сузір'ї Трикутник.
Цей об'єкт міститься в оригінальній редакції індексного каталогу.